# Воденичарово
Воденича́рово (болг. Воденичарово) — село в Старозагорській області Болгарії. Входить до складу общини Стара Загора.

## Населення
За даними перепису населення 2011 року у селі проживали 56 осіб, усі — болгари.
Розподіл населення за віком у 2011 році:
Динаміка населення: